# عبد الجليل الفخراني
عبد الجليل الفخراني (من مواليد 15 يناير 1948) هو محافظ أسبق ل الإسماعيلية , ، تولى محافظ الإسماعيلية المنصب في 1 يناير 2006 إلى 2011. حاصل على بكالوريوس في العلوم العسكرية عام 1969، وبكالوريوس المحاسبة شعبة التجارة عام 1990. شارك في حرب الاستنزاف وحرب أكتوبر. من المناصب التي تولاها سابقا قيادة الجيش الثاني الميداني، ورئاسة هيئة عمليات القوات المسلحة.

## وصلات خارجية
- سيرة ذاتية من موقع محافظة الإسماعيلية